# John Ehrlichman
John Daniel Ehrlichman (Tacoma (Washington), 20 mars 1925 - Atlanta (Géorgie) 14 février 1999) était le conseiller pour les Affaires Intérieures du président américain Richard Nixon, impliqué dans le scandale du Watergate.

## Biographie

### Jeunesse
John Ehrlichman est né le 20 mars 1925 à Tacoma. Il était le fils unique de Rudolph Irwin Ehrlichman, un banquier, bailleur de fonds et par la suite aviateur engagé dans l'Aviation Royale Canadienne durant la Seconde Guerre mondiale, et de Lilian Catherine (née Danielson). Sa famille était membre de la Science Chrétienne. Il était Eagle Scout et a reçu le Distingued Eagle Scout Award. Lorsqu'il a 17 ans, son père est tué dans un accident d'avion à Torbay, au Canada. Plus tard, il s'engage à son tour dans la 8th Air Force et est décoré de la Distingued Flying Cross à la fin du conflit.
Ehrlichman était un proche collaborateur de Nixon, depuis sa participation à la campagne de ce dernier, à l'élection présidentielle de 1960. Lors de la victoire de Nixon en 1968, il devient son conseiller juridique, avant d'être remplacé au bout d'un an par John Dean, afin d'occuper le poste de conseiller aux Affaires Intérieures, de 1969 à 1973.
Avec Bob Haldeman, secrétaire général de la Maison Blanche, il est le plus proche collaborateur de Nixon. Les deux hommes sont surnommés « le mur de Berlin », compte tenu de leur propension à faire barrage autour de leur président, à la fois pour lui permettre de se concentrer sur la politique internationale et pour lui éviter d'être touché par les problèmes de politique intérieure, mais aussi pour écarter les autres collaborateurs.
Au cours de la commission d'enquête sénatoriale sur le Watergate mise en place en janvier 1973, Ehrlichman, dont le rôle est central dans la formation de l'équipe des cambrioleurs des locaux du Parti Démocrate en juillet 1972, est appelé à témoigner, mais n'avoue rien. Le témoignage de John Dean charge quant à lui Ehrlichman, Haldeman et Nixon. Le 30 avril 1973, le président demande à Ehrlichman et Haldeman de démissionner. Le 1er janvier 1975, Ehrlichman est reconnu coupable de conspiration, parjure et obstruction à la justice, et est condamné à 18 mois de prison.
En 1982 il a écrit ses mémoires : Witness to Power: The Nixon Years.